# Budka Suflera
Budka Suflera je polská hudební skupina. Byla založena v roce 1969 v Lublinu, původně se jmenovala Stowarzyszenie Cnót Wszelakich, od roku 1974 nese současný název, který znamená suflérovu budku. V počátečním období hrála převážně převzaté skladby (John Mayall, Bill Withers, Led Zeppelin), později se od blues rocku přeorientovala na hard rock a symfonický rock a začala vytvářet vlastní repertoár v polštině – prvním hitem byl „Cień wielkiej góry“, inspirovaný tragickou smrtí horolezce Zbigniewa Stepka. Od osmdesátých let se Budka Suflera zaměřila na melodický pop rock a vynikla v rockových baladách, z nichž nejúspěšnější „Jolka, Jolka pamiętasz“ byla v čele hitparády Lista przebojów Programu Trzeciego.
V roce 1975 skupina vydala první dlouhohrající album, na němž hostoval Czesław Niemen. O rok později úspěšně vystoupila na festivalu v Drážďanech. V roce 1977 odešel zpěvák Krzysztof Cugowski, kterého nahradili Stanisław Wenglorz (1977–1978), Romuald Czystaw (1978–1982) a Felicjan Andrzejczak (1983–1984), poté se Cugowski vrátil. Kapela také spolupracovala se zpěvačkou Urszulou Kasprzakovou. Po turné v USA v roce 1987 skupina přerušila činnost, na pódia se vrátila až v roce 1993. Největším hitem nového období byla skladba „Takie tango“. V roce 2014 odehrála Budka Suflera poslední koncert.
V květnu 2019 bylo oznámeno, že skupina bude znovu vystupovat, ale bez původního zpěváka Krzysztofa Cugowského.

## Diskografie
- 1975 Cień wielkiej góry
- 1976 Przechodniem byłem między wami
- 1979 Na brzegu światła
- 1980 Ona przyszła prosto z chmur
- 1982 Za ostatni grosz
- 1984 Czas czekania, czas olśnienia
- 1986 Giganci tańczą
- 1988 Ratujmy co się da!!
- 1993 Cisza
- 1995 Noc
- 1997 Nic nie boli, tak jak życie
- 2000 Bal wszystkich świętych
- 2002 Mokre oczy
- 2004 Jest
- 2009 Zawsze czegoś brak
- 2020 10 lat samotności
- 2023 Skaza